# Ama Nkrumah
Ama Nkrumah là một nhà hoạt động chính trị nữ Ghana trong và sau cuộc đấu tranh giành độc lập của Ghana.

## Chính trị
Ama Nkrumah là một trong những nhà hoạt động chính trị nữ đã cùng với tổng thống đầu tiên của Ghana, Tiến sĩ Kwame Nkrumah thông qua cuộc đấu tranh giành độc lập và sau đó phục vụ trong các vị trí chính trị khác nhau.